# Limuru
Limuru es una localidad de Kenia, con estatus de municipio, perteneciente al condado de Kiambu.
Tiene 104 282 habitantes según el censo de 2009. Es un conjunto de áreas semiurbanas y semirrurales situado en el extremo noroccidental del área metropolitana de Nairobi.
Durante la era colonial, la mayoría de personas ocuparon Limuru por su tierra fértil. Hay un ferrocarril que va a Uganda.
Aquí nacieron el escritor keniano Ngũgĩ wa Thiong'o (1938-) y el obispo católico Caesar Gatimu (1921-1987).

## Demografía
Los 233 231 habitantes de la villa se reparten así en el censo de 2009:
- Población urbana: 61 336 habitantes (30 013 hombres y 31 323 mujeres)
- Población periurbana: 18 195 habitantes (9420 hombres y 8775 mujeres)
- Población rural: 24 715 habitantes (12 678 hombres y 12 073 mujeres)

## Transporte
Se sitúa junto a la carretera A104, que une Nairobi al sur con Uganda al noroeste, pasando en este último sentido por Nakuru y Eldoret. Al este salen carreteras secundarias que llevan a Kiambu y Ruiru.